# Kaki King
Kaki King, nome d'arte di Katherine Elizabeth King (Atlanta, 24 agosto 1979), è una chitarrista e compositrice statunitense.

## Biografia
Nata ad Atlanta, fin da bambina ha assaporato musica, grazie alla passione del padre avvocato per Beatles e Fleetwood Mac. Già a quattro anni prende lezioni di chitarra (il padre è un collezionista) ma ben presto opta per la batteria che studia fino agli undici anni, in seguito ricomincia a suonare la chitarra, anche grazie alle sue passioni adolescenziali per Johnny Marr degli Smiths e Graham Coxon dei Blur.
Trasferitasi a New York, studia alla New York University, ma per mantenersi inizia a suonare in strada e nelle metropolitane, attirando l'attenzione di passanti. Dopo varie richieste di alcuni passanti che le chiedevano se avesse mai pubblicato qualcosa, con i pochi risparmi riesce a realizzare un demo. Successivamente lavora come cameriera nel famoso locale newyorkese "Mercury Lounge", dove si esibivano artisti interessanti che riuscivano ad aver un lancio nella discografia. Il suo demo strumentale destò l'attenzione della "Knitting Factory", da lì il passo fu breve, infatti nel 2003 pubblica il suo primo album Everybody Loves You.
Il suo disco di esordio attirò l'attenzione dei critici, che la definirono una delle artiste più interessanti degli ultimi anni; da quel momento la sua carriera comincia l'ascesa: arrivano le aperture ai concerti di artisti come Marianne Faithfull, David Byrne e molti altri. Inoltre collabora con i Foo Fighters per il loro album Echoes, Silence, Patience & Grace.
Nel 2007 appare nel film La musica nel cuore, e collabora alle musiche di Into the Wild - Nelle terre selvagge di Sean Penn, con i brani Frame e Doing the Wrong Thing che fanno parte del suo secondo album del 2004 Legs to Make Us Longer.
In alcune interviste, l'artista ha fatto coming out dichiarandosi lesbica.

## Discografia

### Album
- 2003 – Everybody Loves You (Velour Recordings, VEL-0302)
- 2004 – Legs to Make Us Longer (RED Ink, WK 92426)
- 2006 – ...Until We Felt Red (Velour Recordings, VEL-0604)
- 2008 – Dreaming of Revenge (Velour Recordings, VEL-0804)
- 2010 – Junior (Rounder Records, 1161-3281-2)
- 2012 – Glow (Velour Recordings, VEL-1206)
- 2015 – The Neck Is a Bridge to the Body (autoprodotto)
- 2020 – Modern Yesterdays (Cantaloupe music, CA21162)

### EP
- 2008 – Black Pear Tree (con The Mountain Goats) (Cadmean Dawn, CD002)
- 2009 – Mexican Teenagers EP (Cooking Vinyl, FRYCD386)

### Colonne sonore
- 2010 – Kaki King – How I Got Lost: A Film By Joe Leonard - Music By Kaki King (autoprodotto)

### Dal vivo
- 2017 – Live at Berklee (con Porta Girevole Chamber Orchestra) (Birncore, BC1703)

### Raccolte
- 2014 – Everybody Glows B Side & Rarities (autoprodotto)